# Albert Leidmann
Albert Leidmann (ur. 23 lutego 1908 w Monachium, zm. 1 lutego 1945) – niemiecki bokser, wicemistrz Europy.

## Kariera sportowa
Uczestniczył w letnich Igrzyskach Olimpijskich w Amsterdamie 1928 roku w kategorii średniej.
Startując w Mistrzostwach Europy w Budapeszcie 1930 roku, został srebrnym medalistą mistrzostw w wadze półciężkiej.
W mistrzostwach Niemiec w 1930 roku, został wicemistrzem kraju w tej samej kategorii.
W latach 1930–1935 występował na zawodowym ringu, stoczył 9 walk, z czego 2 wygrał, 1 zremisował i 6 przegrał.